# Charles Tupper
Sir Charles Napier Tupper, född 2 juli 1821 i Amherst, Nova Scotia, död 30 oktober 1915 i Bexleyheath, Kent, England, var en kanadensisk konservativ politiker. Han var Kanadas premiärminister i 69 dagar. Hans mandatperiod som premiärminister är den kortaste i Kanadas historia.
Han studerade i Edinburgh, Skottland och arbetade som läkare. Han gifte sig 1846 med Frances Morse. Paret fick tre söner och tre döttrar. En av sönerna, Charles Hibbert Tupper, tjänstgjorde i faderns regering.
Han var premiärminister i Nova Scotia 1864-1867 och ledamot av underhuset i Kanadas parlament 1867-1884 samt 1887-1900. Han representerade Kanada i Storbritannien 1884-1887 i egenskap av High Commissioner. Han var Kanadas finansminister 1887-1888 och premiärminister 1896. Han var partiledare för Konservativa partiet 1896-1901.
Han dog i England och hans grav finns på St. John's Cemetery i Halifax, Nova Scotia. Han var baptist.